# Mk 12 Special Purpose Rifle
MK12 (SPR) — напівавтоматична марксменська гвинтівка, що використовується силами спеціальних операцій США. Входить у сімейство гвинтівок AR-10. Існує у варіантах MK 12 Mod 0, Mod 1 і Mod H.

## Історія
MK 12 SPR, що використовується Силами спеціальних операцій армії та ВМС США, є сильно модифікованим варіантом автоматичної гвинтівки M16 з сімейства AR-10 під патрони стандарту 5,56 × 45 мм НАТО. Концепцію SPR було спочатку запропоновано Марком Вестромом, нинішнім президентом ArmaLite, під час роботи в Рок-Айлендському арсеналі в 2000 році. Розробка була результатом прагнення сил спеціальних операцій армії та флоту США до гвинтівки з більшою дальністю стрілянини, ніж у карабіна M4, але коротше, ніж у SR-25.
Різні підрозділи армії США, зазвичай використовують різні версії SPR. Різні фотографії, опубліковані Міністерством оборони США або отримані приватно, показують, що більшість солдатів спецназу армії США використовують варіант Mk 12 Mod 0 і Mod H, в той час як службовці УСпН ВМС США і рейнджери армії США, виходячи з отриманих знімків, використовують версію Mk 12 Mod 1.
В середині 2011 року SOCOM розпочав виведення Mk 12 SPR з експлуатації та замінював її гвинтівкою SCAR — H «Mk 17». Остаточно завершила свою службу у 2017 році.

## Галерея
|                                               |
| Солдат ССО США цілиться з гвинтівки Mk 12 Mod |

|                                 |
| Mk 12 Mod 1 в Афганістані, 2010 |

|                                                    |
| Морпіх США з гвинтівкою MK 12 на навчаннях в Іраці |